# Albert Meltzer
Albert Meltzer (7 de enero de 1920-7 de mayo de 1996) fue un militante y escritor comunista libertario británico.

## Juventud
Meltzer nace en Londres, y se siente atraído por el anarquismo a la edad de 15 años como resultado directo de sus clases de boxeo ya que el Partido Laborista tenía una fuerte aversión a este deporte. Su pasión por el boxeo era tan fuerte que durante su primera reunión anarquista, durante 1935, contradijo a Emma Goldman con respecto a sus comentarios sobre este deporte. Mientras la revolución española se transformaba en la guerra civil española Meltzer se volvió activamente en organizaciones para solidarizar con las facciones revolucionarias ibéricas. Se involucró en una operación de tráfico de armas desde Hamburgo para la CNT en España y actuó como contacto para los servicios de inteligencia anarquista españoles en Gran Bretaña. A estas alturas también fue un extra en la película La Pimpinela Escarlata de Leslie Howard, ya que Howard buscaba actores más auténticos en la interpretación de anarquistas.

## Creencias en el anarquismo
Meltzer creía que el único tipo de anarquismo válido era el anarcocomunismo. Se opuso al anarquismo individualista de algunos como Benjamin Tucker. Creía que la policía privada en un mercado libre que sostenían como necesaria algunos anarcoindividualistas terminaría por constituirse en un gobierno.

## Activismo
Meltzer fue cofundador del periódico anarquista Black Flag (Bandera Negra) así como también un prolífico escritor sobre temas concernientes al anarquismo. Entre algunos de sus libros están Arguments For and Against (publicado originalmente por Cienfuegos Press), Anarquismo y lucha de clases -The Floodgates of Anarchy en el original inglés- (escrito junto a Stuart Christie) y su autobiografía, I Couldn't Paint Golden Angels, publicado por AK Press un poco antes de su muerte.
Meltzer también participó en la re-fundación de la organización Cruz Negra Anarquista. Cuando aprisionan a Stuart Christie en 1964 por su rol en un complot para asesinar a Francisco Franco, la atención se puso sobre las guerrillas antifranquistas y el destino de otros anarquistas encarcelados. Meltzer realizó una campaña por la liberación de Stuart Christie y cuando fue liberado en 1967 ambos fundan la Cruz Negra Anarquista para hacer un llamado de solidaridad con los anarquistas que no habían sido liberados. Las campañas de solidaridad aportaron con distintos tipos de ayuda, tales como comida y medicinas, para los prisioneros. También ayudó a forzar al Estado Español para aplicar sus propias leyes de condicionalidad. Uno de los primeros prisioneros que la Cruz Negra Anarquista ayudó a liberar fue Miguel García, un veterano de la resistencia española, así como también de la Resistencia francesa. Luego de haber estado más de 20 años encarcelado viaja a Londres para trabajar con la Cruz Negra Anarquista. Para entonces, Albert Metzler trabajaba en una imprenta y le consigue trabajo a García.
Se unió a la organización anarcosindicalista Solidarity Federation a principio de los 80 y fue miembro de ésta hasta su muerte. Muere de una embolia en 1996 en una conferencia de la Solidarity Federation.